# Riner, Virginia
Riner är en ort i Montgomery County i delstaten Virginia, USA.